# Birkiani
Birkiani (en georgiano: ბირკიანი; en checheno: БиркӀиани) es un pueblo del noreste de Georgia, ubicado en el noroeste de la región de Kajetia y parte del municipio de Ajmeta.

## Geografía
Birkiani está situado a orillas del río Alazani en la garganta de Pankisi, a 16 km de Ajmeta y 29 km de Telavi. La reserva natural estricta de Batsara se encuentra al norte.

## Demografía
La evolución demográfica de Birkiani entre 2002 y 2014 fue la siguiente:
| 910                                             | 564 |
| (Fuente: Population of Georgia in Soviet times) |     |

Según el censo de 2014, los kist constituían el 92,5% de la población local; y los georgianos, el 5%.